# Jan Freda
Jan Freda (ur. 24 czerwca 1948 w Chojnowie) – polski operator dźwięku.
Dwukrotny laureat Nagrody za dźwięk na Festiwalu Polskich Filmów Fabularnych w Gdyni oraz pięciokrotnie nominowany do Polskiej Nagrody Filmowej, Orzeł w kategorii najlepszy dźwięk. Członek Stowarzyszenia Filmowców Polskich i Polskiej Akademii Filmowej.

## Odznaczenia
- Srebrny Medal „Zasłużony Kulturze Gloria Artis” (2019)[3]

## Wybrana filmografia
jako operator dźwięku:
- Zapowiedź ciszy (1978)
- Rozmowa z człowiekiem z szafy (1993)
- Panna Nikt (1996)
- Gry uliczne (1996)
- Królowa aniołów (1999)
- Reich (2001)
- Edi (2002)
- Your name is Justine (2005)
- Mistrz (2005)
- U Pana Boga w ogródku (2007)
- Nieruchomy poruszyciel (2008)
- U Pana Boga za miedzą (2009)
- Uwikłanie (2011)
- Pokłosie (2012)
- Jack Strong (2014)

## Nagrody i nominacje
- 1993 - Nagroda za dźwięk w filmie Rozmowa z człowiekiem z szafy na Festiwalu Polskich Filmów Fabularnych w Gdyni
- 1999 - Nagroda za dźwięk w filmie Królowa aniołów na Festiwalu Polskich Filmów Fabularnych w Gdyni
- 2003 - nominacja do Polskiej Nagrody Filmowej, Orzeł za dźwięk w filmie Edi
- 2006 - nominacja do Polskiej Nagrody Filmowej, Orzeł za dźwięk w filmie Mistrz
- 2008 - nominacja do Polskiej Nagrody Filmowej, Orzeł za dźwięk w filmie U Pana Boga w ogródku
- 2013 - nominacja do Polskiej Nagrody Filmowej, Orzeł za dźwięk w filmie Pokłosie
- 2015 - nominacja do Polskiej Nagrody Filmowej, Orzeł za dźwięk w filmie Jack Strong